# Niabouri
Pour le département et la commune rurale, voir Niabouri (département).
Niabouri est un village et le chef-lieu du département et la commune rurale de Niabouri, situé dans la province de la Sissili et la région du Centre-Ouest au Burkina Faso.

## Démographie
Le village de Niabouri comptabilisait :
- 1 494 habitants estimés en 2003[2].
- 1 632 habitants recensés en 2006[1].

## Éducation et santé
Le village accueille un centre de santé et de promotion sociale (CSPS).